# Charles D. Hall
Charles Daniel Hall (* 20. April 1888 in Norwich, Norfolk, England; † 8. April 1970 in Los Angeles, Kalifornien) war ein britisch-amerikanischer Szenenbildner.

## Leben
Charles D. Hall begann seine Karriere als Bühnenbildner beim Theaterbesitzer Fred Karno in London. Hier schloss er Freundschaft mit dem später weltberühmten Komiker Charles Chaplin. Um 1910 übersiedelte Hall über Kanada in die Vereinigten Staaten. Bei Universal Pictures erhielt er einen Vertrag. 27 Jahre lang arbeitete er für das Studio und arbeitete auch immer wieder mit Chaplin zusammen. Nach Problemen bei dem Spionagedrama The Road Back von James Whale wechselte Hall zu Hal Roach. Schon sein erster Film für das neue Studio (Uns geht’s ja prächtig) brachte ihm 1939 eine Oscarnominierung ein. Ein Jahr später folgte eine weitere Nominierung, diesmal für den Abenteuerfilm Kettensträfling in Australien. Bis zu seinem Karriereende 1955 war Charles D. Hall für die Ausstattung von über 100 Filmen verantwortlich. In den letzten zwei Jahren war er dabei für das Fernsehen tätig.
In seiner Freizeit ging Charles D. Hall seinem Hobby, der Landschaftsmalerei, nach. Sein Haus in Hollywood kaufte er von dem damals aufstrebenden Schauspieler John Wayne. Am 8. April 1970 starb er in Los Angeles. Sein Großneffe, der Regisseur Matthew Charles Hall, widmete ihm postum den Kurzfilm In the Land of Phantoms.

## Filmografie (Auswahl)
- 1921: The Kid
- 1921: Die feinen Leute (The Idle Class)
- 1922: Pay Day
- 1925: Das Phantom der Oper (The Phantom of the Opera)
- 1926: Alles Schwindel (The Cheerful Fraud)
- 1926: Cohen contra Miller (The Cohens and Kellys)
- 1927: Onkel Tom’s Hütte (Uncle Tom’s Cabin)
- 1927: Der Held des Tages (A Hero for a Night)
- 1928: Der Zirkus (The Circus)
- 1928: Der Mann, der lacht (The Man Who Laughs)
- 1929: Die letzte Warnung (The Last Warning)
- 1929: Illusion (The Last Performance)
- 1929: Broadway
- 1930: Im Westen nichts Neues (All Quiet on the Western Front)
- 1931: Dracula
- 1931: Drácula (spanische Version)
- 1931: Frankenstein
- 1932: Mord in der Rue Morgue (Murders in the Rue Morgue)
- 1932: Back Street
- 1933: Der Unsichtbare (The Invisible Man)
- 1933: Bei Kerzenlicht (By Candlelight)
- 1933: Der Staranwalt von Manhattan (Counsellor at Law)
- 1933: Eine Frau vergisst nicht (Only Yesterday)
- 1934: Die schwarze Katze (The Black Cat)
- 1934: Imitation of Life
- 1935: Frankensteins Braut (Bride of Frankenstein)
- 1935: Magnificent Obsession
- 1935: Diamanten-Jim (Diamond Jim)
- 1935: Was geschah gestern? (Remember Last Night?)
- 1936: Moderne Zeiten (Modern Times)
- 1936: Mein Mann Godfrey (My Man Godfrey)
- 1936: Uns geht’s ja prächtig (Merrily We Live)
- 1938: Als Salontiroler (Swiss Miss)
- 1939: Zenobia, der Jahrmarktselefant (Zenobia)
- 1939: Kettensträfling in Australien (Captain Fury)
- 1940: In Oxford (A Chump at Oxford)
- 1940: Tumak, der Herr des Urwalds (One Million B. C.)
- 1940: Auf hoher See (Saps at Sea)
- 1949: Verführt (Not Wanted)
- 1950: Die Jahre der Lüge (The Vicious Years)
- 1952: Endstation Mars (Red Planet Mars)
- 1952: Wildes Blut (Ruby Gentry)